# Jiksan (métro de Séoul)
Jiksan (hangeul : 직산 ; hanja : 稷山) est une station de passage de la ligne 1 du métro de Séoul. Elle est située au 1471-33 Cheonan-daero, dans le bourg Jiksan-eup de l'arrondissement Seobuk-gu de la ville Cheonan-si, dans la province Chungcheongnam-do, au sud-ouest de la ville de Séoul en Corée du Sud.
La gare d'origine ouvre en 1934 et la station de métro en 2005. Elle est desservie par les rames de service omnibus de la ligne 1.

## Situation sur le réseau

Plan du réseau (2023)

Établie en surface, la station Jiksan est une station de passage de la ligne 1 du métro de Séoul (branche Guro-Sinchang) : elle est située entre la station Seonghwan en direction du terminus nord-est Yeoncheon, et la station Dujeong, en direction du terminus sud-ouest Sinchang.

## Histoire

### Gare ferroviaire
La gare d'origine est mise en service le 1er décembre 1934, avec le statut de gare temporaire. Elle est promue gare ordinaire le 22 août 1976, en septembre elle est desservie par une nouvelle ligne industrielle. En 1978, elle gère des wagons de marchandises et en 1980 elle devient la devient la gare de manutention de l'anthracite en remplacement de la gare de Cheonan. Une nouvelle gare est édifiée en 1987, notamment pour gérer la desserte par deux nouvelles voies. En 1997, une ligne industrielle, desservant la raffinerie Honame, est construite. En 2001 c'est une gare de fret pour les lignes dédiées à ce trafic.
En 2005, lors de l'arrivée du métro les dessertes voyageurs de la gare sont suspendues et en 2009, la manutention des marchandises est suspendue.

### Station de métro
Après la construction d'un nouveau bâtiment, ouvert en juin 2002, elle devient une station de métro le 20 janvier 2005,, lors du prolongement du réaménagement à deux voies électrifiées de la ligne Gyeongbu, de Byeongjeom à Cheonan, pour les services de la ligne 1 du métro de Séoul.

## Services aux voyageurs

### Accès et accueil
La station est établie au 1471-33 Cheonan-daero, dans le bourg Jiksan-eup. Elle dispose de deux bouches d'accès situées de part et d'autre des voies.

### Desserte
Seonghwan : est desservie par les rames de service omnibus de la ligne 1.

Installations
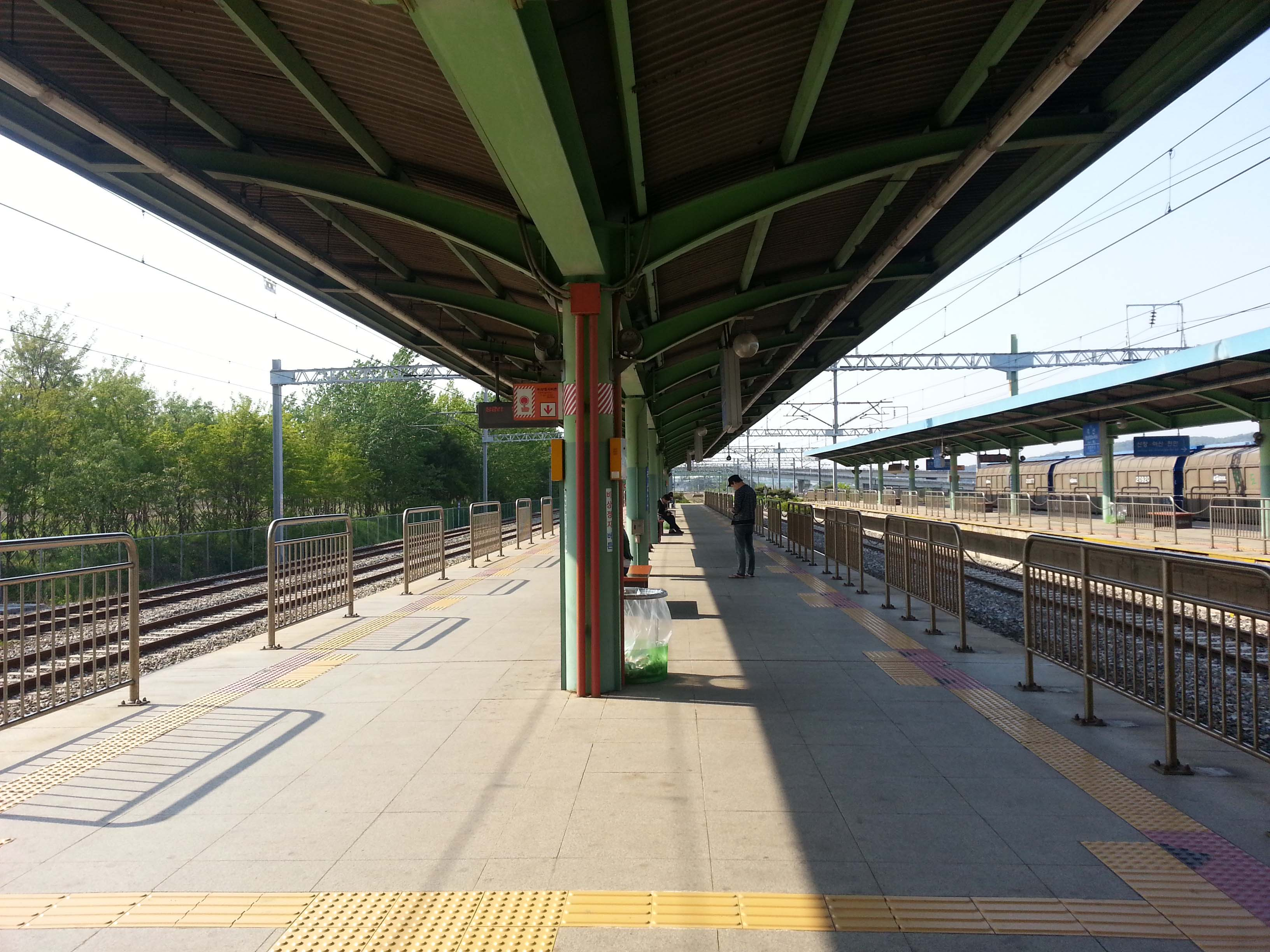
En 2014.
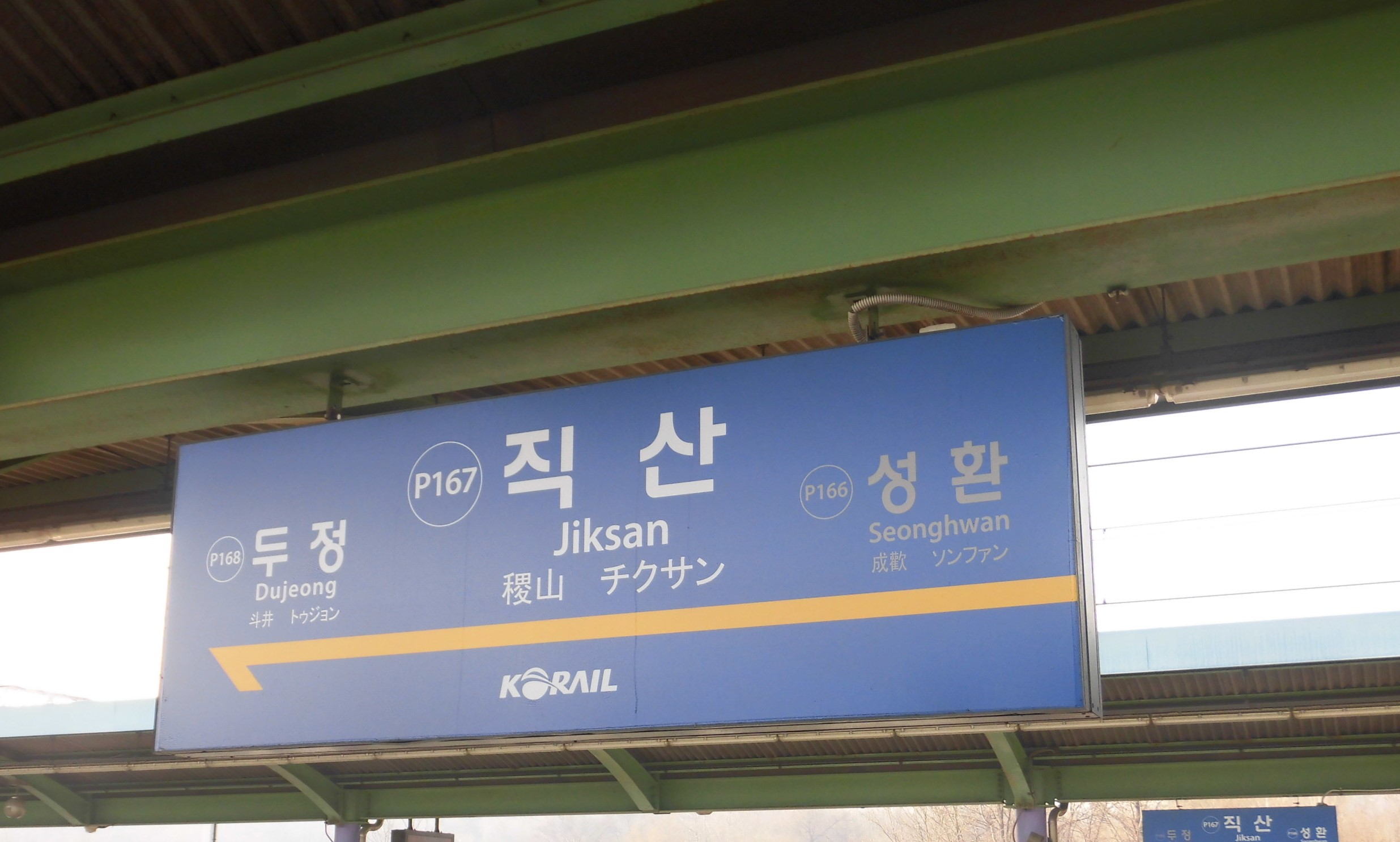
En 2017.

### Intermodalité
Des arrêts de bus sont situés à proximité.

## À proximité
Notamment le Jiksan Hyanggyo (école Confucianisme), mais aussi l'université de Kongju et la prison ouverte de Cheonan.